# 思茅崖豆
思茅崖豆（学名：Millettia leptobotrya）是豆科崖豆藤属的植物，是中国的特有植物。分布在中国大陆的云南等地，生长于海拔300米至1,000米的地区，多生长于山坡疏林和常绿阔叶林中，目前尚未由人工引种栽培。

## 别名
窄序崖豆藤（中国主要植物图说 豆科）